# Chanan Cidor

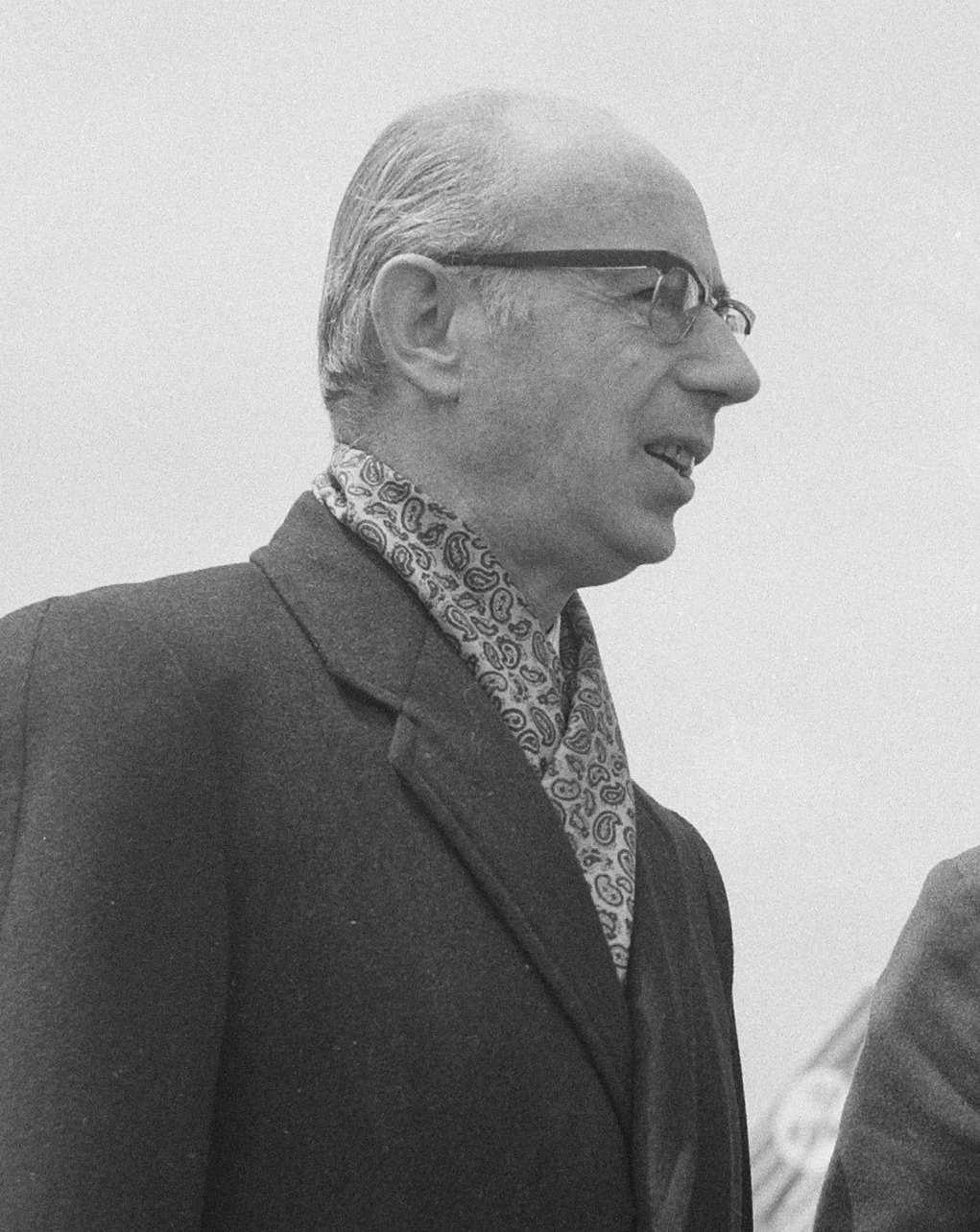
Chanan Cidor (1961)

Chanan Cidor (geboren 12. November 1905 in Berlin; gestorben 8. März 1985 in Jerusalem), auch Hanan Aharon Cidor, geboren als Hans Albert Citroen, zwischenzeitlich Citroën geschrieben, begann seine berufliche Laufbahn in Berlin als Kürschner und Rauchwarenkaufmann im elterlichen Unternehmen A. B. Citroen. Nach der Immigration der jüdischen Familie eröffnete er in Paris ein Pelzgeschäft. Nach ihrer erneuten Flucht vor den Nationalsozialisten war er für Israel als Diplomat tätig. Chanan Cidor ist der Bruder des Künstlers Paul Citroen.

## Biografie
Der Vater von Hans Citroen, Hendrik (Roelof) Citroen (* 18. Januar 1865; ✡ 9. Oktober 1932), war Nachkomme einer holländisch-jüdischen Familie in Amsterdam und einer von sieben Brüdern. Er war in ganz jungen Jahren nach Deutschland ausgewandert, um bei einem Onkel, der in Berlin eine Pelzfärberei betrieb, in die Lehre zu gehen. Er heiratete Ellen Philippe, die Tochter eines wohlhabenden und bekannten Bankiers mit Sitz Unter den Linden. Dies ermöglichte es ihm, eine später gut gehende Pelzfabrikation aufzubauen. Die holländische Staatsbürgerschaft behielten er und seine Kinder bei.

### Berlin

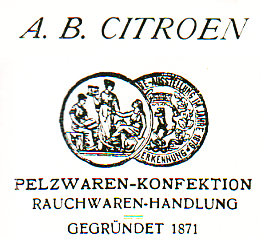
A. B. Citroen, Pelzwaren-Konfektion, Rauchwarenhandlung, gegründet 1873 (Signet eines Firmenbriefkopfs, 1925)

Im Jahr 1922 verließ Hans Citroen mit Einverständnis seines Vaters das Städtische Realgymnasium in Berlin und trat in das elterliche Geschäft ein. Im selben Jahr, im Alter von 17 Jahren, lernte er seine künftige Frau kennen, Ruth Vallentin (* 1906; ✡ 2002), die bereits als Mädchen eine Lehre am Bauhaus absolvierte. Sie stand einer Bekanntschaft mit einem Kaufmann zunächst ablehnend gegenüber, bis sie erfuhr, dass Hans bereits als 14-Jähriger auf der Ersten Internationalen Dada-Messe in Berlin vier Collagen ausgestellt hatte, die sogar in der Vossischen Zeitung abgebildet waren: „Die Angel, Plastik aus der Vogelperspektive“, „Wilsons 14 Punkte“, „Landkarte dada“ und „Das Netz“. Die Hochzeit fand am 1. Oktober 1925 statt, Ruth Valentin war 18 Jahre, ihr ebenfalls jugendlicher Bräutigam 19 Jahre alt. Auch Ruth Cidor galt jetzt als Ausländerin, was für einige Zeit dazu führte, dass sie wegen der herrschenden Wohnungsnot anfangs nur möblierte Wohnungen mieten durften.
Das Großhandelsunternehmen A. B. Citroen beschäftigte sich mit der Herstellung von Pelzbekleidung, lieferte aber auch für die Bekleidungsindustrie der damaligen Mode entsprechend in großem Umfang vorgefertigte Fellstreifen für Verbrämungen und Besätze. Nach Aussage von Ruth Cidor-Citroën kamen „die meisten guten Kunden aus dem Ausland“.
Seit den 1920er Jahren arbeitete bereits ein Bruder von Hans Citroen, Benno Citroen, im Betrieb mit. Im Lauf der Jahre konnte die Firma mit anderen, jüngeren Unternehmen nicht Schritt halten und der Umsatz ging beständig zurück. Benno Citroen stand, „solange er im väterlichen Geschäft weilte, im Schatten seines Onkels Hendrik Citroen. Da er auch nicht Teilhaber werden durfte, verließ er die Firma und machte sich selbständig“. 1937, vier Jahre nach der Machtübernahme durch die Nationalsozialisten, ging Benno nach Holland und betrieb dort einen Rohfellhandel.
Da er schnell Sprachen lernte, wurde Hans Citroen oft nach England geschickt, wo die Firma „ihre besten und treuesten Kunden“ hatte, nach London, dem zweiten Weltpelzhandelszentrum neben Leipzig und New York. Als Holländer benötigte er nirgendwo einen Pass oder ein Visum. Im Oktober 1925 heiratete er die aus einer Künstlerfamilie stammte Ruth Vallentin. Sie war ebenfalls künstlerisch begabt, hatte in sehr jungen Jahren eine Bauhaus-Lehre mitgemacht und hat sich immer wieder besonders mit gestalterischer Weberei beschäftigt. Etwa im Jahr 1931 hatte Hans die gesamte Geschäftsleitung übernommen. „Trotz der in Deutschland immer schlechter werdenden Bedingungen ging es der Firma A. B. C. geschäftlich verhältnismäßig gut“, so die spätere Einschätzung von Hans’ Ehefrau Ruth.
Für viele Branchenmitglieder zeichnete sich die bedrohliche Zunahme des Antisemitismus bereits vor der Machtübernahme im Jahr 1933 ab, insbesondere bei denen, die bereits aus Russland geflohen waren. Nach einer Rückkehr aus den Niederlanden im Jahr 1929, bei der die junge Ehefrau die weit verzweigte Familie der Citroen kennengelernt hatte, fand man die politische Lage in Deutschland bereits auf beängstigende Weise verschlechtert. Trotzdem konnte sich niemand in der Familie Citroen die kommende Entwicklung in einem „Kulturvolk“ vorstellen. Anfang 1933 begannen jedoch erste Schwierigkeiten, als die Nationalsozialisten anfingen, sich für das Unternehmen mit seinem jüdischstämmigen Besitzer zu interessieren. Wohl aus Rücksicht auf seine niederländische Staatsbürgerschaft wurde vorerst nur ein nationalsozialistischer, langjähriger Mitarbeiter zum „vorläufigen“ Geschäftsführer ernannt. Hans Citroen beschloss in richtiger Voraussicht, möglichst schnell mit seiner Ehefrau und der Tochter Charlotte, nach ihrem Zweitnamen genannt Dolly (in Israel dann Tamar), ihr eigentliches Heimatland zu verlassen. Am 30. Januar 1933 teilte er aus der Schweiz den Entschluss seiner Frau telefonisch mit, zwischenzeitlich nahm man die Tochter aus der Schule und brachte sie kurze Zeit darauf in die Schweiz in Sicherheit. Die endgültige Ausreise in die Immigration erfolgte Ende März 1933.
Ihr Weg führte sie als Erstes über Holland nach Paris. Hans Citroen blieb vorerst noch Eigentümer seines Betriebes. Später wurde er gezwungen, „das ganze Geschäft mit all dem kostbaren Reservematerial für 1000 Mark an den »so getreuen« ehemaligen Angestellten zu verkaufen“ 1934 kam in Paris der Sohn Vincent-Raphael zur Welt, im Mai 1939 als drittes Kind die Tochter Eliane. Vor ihrer Flucht änderte die Familie die Schreibweise ihres Namens in Citroën, mit dem Trema auf dem „ë“, entsprechend dem ihrer französischen Verwandten.
Das Pelzfachverzeichnis von 1938 führt A. B. Citroen zusammen mit diversen weiteren Konfektionsfirmen noch unter der Adresse Krausenstraße 33 auf. Philipp Manes, dessen Vaters Branchenkarriere 1886 als Buchhalter bei Citroen begonnen hatte, nannte im Kriegsjahr 1940/1941 für Berlin unter den „Betrieben größeren Umfanges“ als Nachfolger der Firma A. B. Citroen Erich Schreitmüller, der Besätze und Garnituren in eigener Werkstatt herstellte. Manes, selbst ein Jude und weiter in Berlin lebend, vermied in seiner Geschichte der Pelzbranche direkte Hinweise auf die Umstände der oft zwangsweisen Übernahmen jüdischer Betriebe durch arische Unternehmer. Er leitete das Kapitel „Die neue Zeit“, in dem auch dieser Besitzerwechsel vermerkt ist, ein: „Das Winckelmann-Buch von 1930 führt an Berliner Rauchwaren-Händlern und Vertretern die stattliche Zahl von 175 Firmen an. Um die übrig gebliebenen von 1940 festzustellen, bedarf es keines Buches mehr, man kann sie an den Fingern einer Hand abzählen“ Philipp Manes wurde bald nach Abschluss seiner Biographie deportiert und 1944 im KZ Auschwitz ermordet.

### Frankreich
In Paris eröffnete Hans Citroën ein kleines Pelzgeschäft, zu dem auch gleich einige seiner ehemaligen französischen Kunden kamen. Auch war der Name Citroën der Familie überall hilfreich. Sie war tatsächlich recht nah mit dem bedeutenden Autohersteller André Citroën verwandt. Die Cousins Hans und André waren Nachfahren des Amsterdamer Juwelenhändlers gleichen Namens. In der französischen Hauptstadt führte die Familie einige Jahre ein normales Leben.
Im Jahr 1940 musste die Familie vor den in Paris einmarschierenden Deutschen erneut fliehen. Das gut florierende Pariser Geschäft konnte Hans Citroën noch für einen normalen Preis verkaufen. „Anscheinend hatten deutsche Offiziere und andere Nazis bereits teure Pelzmäntel für ihre Frauen und Mätressen gekauft, ohne zu wissen oder ohne wissen zu wollen, dass dieses Citroën-Geschäft ein jüdisches Geschäft war, denn so etwas Kostbares konnten sie in Deutschland natürlich nicht mehr bekommen“, so die Ehefrau. Den Erlös, Bündel von Geldscheinen und Bankgarantien, wurde im doppelten Boden der Handtasche der Tochter in das von Deutschland nicht besetzte Südfrankreich (Vichy-Regime) geschmuggelt. Dies Geld half der Familie, die kommende Zeit der Flucht zu überstehen.
Mit seinen Kindern Vincent, Dolly und Eliane lebte das Ehepaar, nach einigen Zwischenstationen, neun Monate in Le Sappey-en-Chartreuse. Die Tochter Dolly war bis dahin in Lyon, wo sie das Lyzeum besucht hatte, jetzt kam sie auf das Lyzeum in Grenoble. Um die Zeit, im Jahr 1940, beschloss Hans Citroën, künftig nicht mehr in die Pelzbranche zurückzukehren, sondern Ökonomie zu studieren. Zu dem Entschluss führte ihn die Lektüre eines Werks des aus Deutschland in die Schweiz geflohenen Wirtschaftswissenschaftlers Wilhelm Röpke, zu dem die Familie bald ein freundschaftliches Verhältnis unterhielt. In Grenoble begann er als Gasthörer – Flüchtlinge durften nicht als Studenten angenommen werden – Volkswirtschaft zu studieren.
Im August 1942 wurde die Familie zusammen mit den Deportationen auf Anordnung des französischen Staatschefs Philippe Pétain verhaftet, um an Deutschland ausgeliefert zu werden, jeder durfte auf dem Transport per Lastwagen drei Kilo Gepäck mitnehmen. Es gelang dabei, die Tochter Eliane in Sicherheit zu bringen. Während des Halts in Sappey verschaffte ihnen ein dortiger, mutiger Priester falsche Papiere, mit denen sie sich, zusammen mit ihrer dreijährigen Tochter und ihrem Sohn, wieder auf die Flucht begaben, mit dem Ziel Schweiz. Da die Flucht durch die Alpen kaum mit einem dreijährigen Mädchen zu bewältigen war, organisierte der Priester eine Überführung von Eliane zu nichtjüdischen Freunden der Familie in Paris. Wie die Citroëns nach dem Krieg erfuhren, war niemand von den 760 Personen dieses Transports am Leben geblieben, einschließlich der zahlreichen Kinder, die man vorher von ihren Eltern getrennt hatte. Als Holländer kamen die Citroëns jedoch vorerst frei, dank des dort zuständigen Präfekten, jedoch mit dem deutlichen Hinweis, dass sie beim nächsten Mal mit einer endgültigen Verhaftung zu rechnen hätten. Am 13. September 1942 verließ das Ehepaar mit seinem Sohn ihr Domizil in Sappey.

### Schweiz, Bonn
Die schlimmste Moment dieser Flucht in die neutrale Schweiz war der Abrutsch auf ein Bergplateau, von dem die Familie ohne fremde Hilfe nicht wieder hätte zurückkommen können. Hirten hörten ihre Hilferufe, am Tag bevor diese sich am 15. September 1942 bis zum Frühjahr endgültig aus der Gegend zurückzogen. Die gesamte Schilderung der Festnahme in Sappey und der lebensgefährlichen Flucht erschien, ohne Wissen der Citroëns, 1943 in Harper’s Bazar.
In der Schweiz kam die Familie kurz in ein Genfer Flüchtlingslager, dann für drei Monate in ein Flüchtlingsheim in Chamby, einem Ort oberhalb von Montreux, dann im Dezember 1942 nach Vevey am Genfer See, in das Flüchtlingsheim in „Mont Pellerin“. Wie überall knüpfte die vielseitig engagierte Familie auch hier enge Freundschaften. Dolly ging in Genf zur Schule, arbeitete dort beim Roten Kreuz mit und kam nur an den Wochenenden nach Hause. Hans Citroën setzte seine Studien jetzt am Genfer Institut universitaire de Hautes Etudes Internationales fort. Ende 1943 verfasste er ein Memorandum über die Behandlung der Flüchtlinge in der Schweiz, in dem er vorschlug, das Potential der zahlreichen hierher verschlagenen Akademiker besser zu nutzen. Er wurde daraufhin von der Internierung befreit und gebeten, an der Verwirklichung seiner Pläne mitzuwirken.
Nach fast zwei Jahren im Flüchtlingsheim am Mont Pèlerin zog die Familie im September 1944 in ein im Auftrag der Flüchtlingsbehörde gemietetes Haus in Genf, von der originellen, aber kalten und feuchten Unterkunft im Februar 1945 in eine Wochenendwohnung im oberhalb von Genf gelegenen Ort Le Carre d’Amont. Hier blieben sie acht Jahre, nur die Tochter Dolly mietete sich wieder in Genf ein, wo sie beim Roten Kreuz half, Kindertransporte zu empfangen. Neben der Mitarbeit an internationalen Aktivitäten verfolgte Hans Citroën weiter sein Studium. Als der sogenannte Kasztner-Zug mit aus Ungarn freigekauften Juden im Dezember in der Schweiz eintraf, war er am Bahnhof und kümmerte sich um die Aufnahme mehrerer intellektueller Ungarn in das Akademikerheim in Genf.
Erst 1944 begannen die bisherigen Gräueltaten der Nationalsozialisten langsam in vollem Umfang zur Gewissheit zu werden. Noch waren jedoch die Schicksale der meisten der in den von Deutschland besetzten Gebieten verbliebenen Verwandten und Bekannten ungewiss. Ruth Citroëns Schwester Judith wurde wegen ihrer politischen Aktivitäten Ende 1944 in Berlin-Plötzensee enthauptet.
Nach Ende des Zweiten Weltkriegs löste sich das Genfer Flüchtlingsheim ab 2. September 1945 durch den Wegzug seiner Bewohner langsam auf, und die zahlreichen neu gewonnenen Freunde verließen die Stadt. Stattdessen wurden die durch die Kriegszeit unterbrochenen Kontakte neu geknüpft. Eine der ersten Aktivitäten Hans Citroëns war die Beteiligung an den Vorbereitungen zur Gründung der 1953 wieder aufgelösten, erfolgreich tätig gewesenen Flüchtlingsorganisation International Refugee Organisation (IRO). Nach Beendigung seines Studiums erhielt Citroën am 30. September 1946 sein Diplom. Die Tochter Dolly emigrierte um diese Zeit in das noch unter britischem Mandat stehende Palästina, wo sie ihren Vornamen, eigentlich Charlotte, bald in „Tamar“ änderte und 1948 heiratete. Ihr Bruder Vincent emigrierte 1951 im Alter von 18 Jahren ebenfalls nach Israel. Von 1947 bis zur Bildung einer Nachfolgeorganisation war Hans Citroën Mitglied der neugegründeten Internationalen Flüchtlingsorganisation IRO und gleichzeitig hohes Mitglied der Vereinten Nationen in Genf. Unter Hans Citroëns Leitung innerhalb der IRO immigrierten etwa 20.000 zionistische Juden nach Palästina. Der Eindruck, den er bei einem Besuch in Israel beim Besuch des Außenministeriums und dem Büro des Ministerpräsidenten Ben Gurions unter der Leitung von Teddy Kollek gewann, sowie die sich daraus ergebende Korrespondenz mit dem Generaldirektor des Außenministeriums, Walter Eytan, waren nach seiner Aussage „so enorm, dass ich auf der Stelle beschloss, sofort – oder jedenfalls so schnell wie möglich – nach Israel zu emigrieren“. Gleich nach seiner Rückkehr erklärte er seinen Rücktritt aus der IRO, wurde aber überzeugt, noch zwei Jahre dort mitzuarbeiten. Die Tochter Eliane war ein Jahr vor der Emigration ihrer Eltern bereits bei einem Besuch in Israel zurückgeblieben.
Vor ihrer endgültigen Abreise nach Israel verbrachten sie noch ein Jahr in Bonn, von wo aus Hans Citroen in der Bundesrepublik für die Internationale Flüchtlingsorganisation tätig war, anfangs vor allem mit der Auflösung der noch existierenden Flüchtlingslager.

### Israel, Niederlande

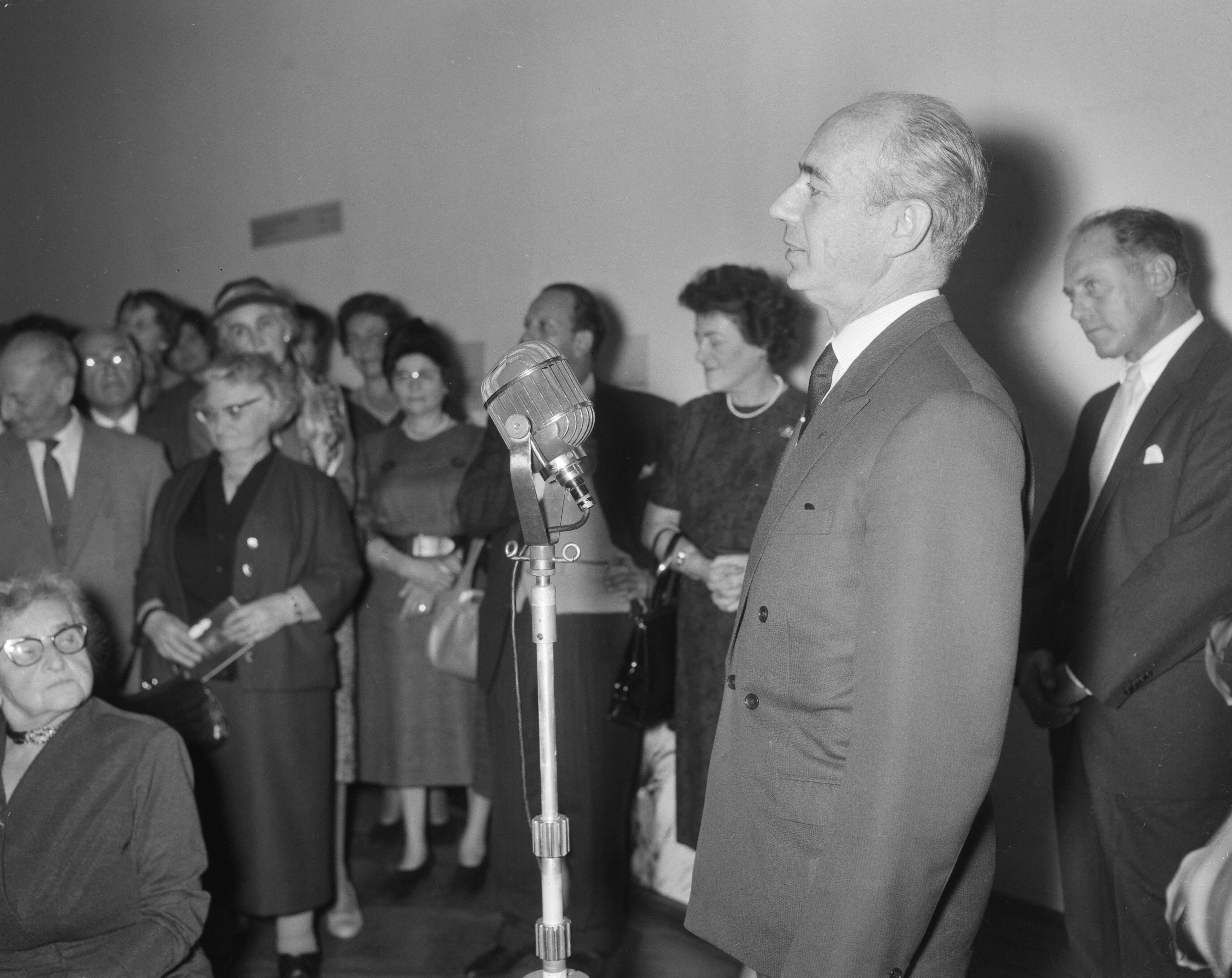
Botschafter Cidor bei der Eröffnung der Veranstaltung „Frauen aus Israel“ (1960)

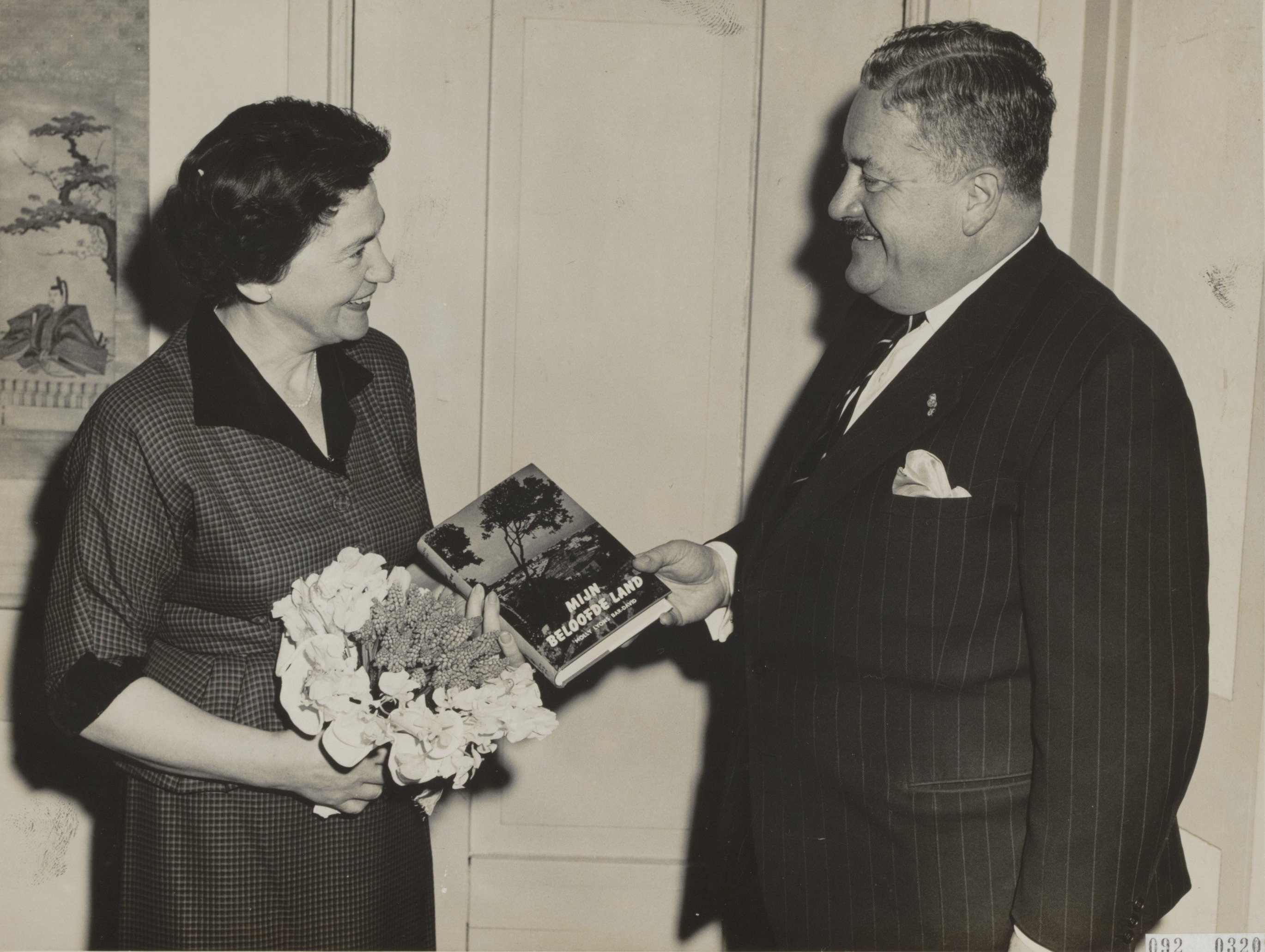
Links Ruth Cidor (1958)

Im Jahr 1952 wanderte das Ehepaar, seinen drei Kindern folgend, nach Israel aus. Hans Citroën verzichtete damit auf die Chance einer vielversprechenden Karriere bei den Vereinten Nationen. Wie in israelischen Diplomatenkreisen üblich hebraisierte die Familie ihren Namen und nannte sich nun Cidor. Hans, jetzt Chanan (Hanan) Cidor, bekam bereits nach wenigen Monaten eine Stelle im israelischen Außenministerium. Ende 1953 zog das Ehepaar, wegen der Verlegung des Ministeriums, von Tel Aviv nach Jerusalem um. Die 14-jährige Tochter kehrte aus dem Kibbuz, in dem sie die Zwischenzeit verbracht hatte, zu ihren Eltern zurück.
Ruth Cidor-Citroën, wie sie in ihren posthum erschienene Memoiren Vom Bauhaus nach Jerusalem: Stationen eines jüdischen Lebens im 20. Jahrhundert genannt wird, fand als ehemalige Bauhausstudentin ebenfalls schnell Anschluss an die dortige Künstlerszene und konnte selbstgewebte Kunstwerke verkaufen, die auch in mehreren Ausstellungen gezeigt wurden.
Im Jahr 1957 wurde Chanan Cidor zum israelischen Botschafter in den Niederlanden ernannt und kam damit noch einmal nach Europa zurück. In dem Land seiner Vorfahren repräsentierte das Ehepaar Cidor sechs Jahre lang den Staat Israel. Chanan sprach fließend Niederländisch und unterhielt guten Kontakt zum niederländischen Königshaus und zu den Politikern des Landes. 1963 kehrten sie in das Jerusalemer Stadtviertel Beit HaKerem zurück. Chanan Cidor arbeitete kurze Zeit als Generaldirektor des israelischen Exportinstituts, später wurde er Berater eines Forschungsinstituts in der Nähe von Jerusalem.
Auf Einladung des Regierenden Bürgermeisters kamen die Cidors 1978 noch einmal für eine Woche in ihre Geburtsstadt Berlin. Wenige Wochen nach der Berlinreise erkrankte Chanan Cidor schwer. Er starb 1985 in Jerusalem, seine Frau zog in ein Seniorenheim, wo sie im Alter von 91 Jahren auf Deutsch ihre Autobiografie verfasste. Ruth Cidor-Citroën starb im Februar 2002 im Alter von 96 Jahren, ebenfalls in Jerusalem.

## Schriften
- 1947: Les Migrations Internationales – Un Problème Economique et Social
- 1951: European Emigration Overseas Past and Future, Verlag Springer